# Новосиликатный
Новосилика́тный — упразднённый рабочий посёлок в Индустриальном районе города Барнаула Алтайского края. В 2003 году включен в состав города и исключен из учётных данных.

## География
Площадь микрорайона Новосиликатный более 16 км², на ней проживает более 15,4 тысяч человек (2007), действуют более 50 предприятий, находятся 2 общеобразовательные школы, 4 дошкольных и 3 лечебных учреждения.
Микрорайон расположен в 11 км к юго-западу от центра города.
Уличная сеть
- В микрорайоне Новосиликатном 10 улиц с многоэтажными, частными домами и коттеджами. Центральная улица — Новосибирская[3].

## История
Посёлок Новосиликатный возник в 1957 году в связи со запуском комбината строительных материалов.
13 января 1969 года исполнительным комитетом Алтайского краевого Совета депутатов трудящихся принято решение N 7/1 «Об образовании на территории рабочего поселка Новосиликатный поселкового Совета депутатов трудящихся».
5 апреля 1978 года посёлок был подчинён Индустриальному району города Барнаула.
В декабре 2003 года пгт (рабочий посёлок) Новосиликатный был упразднён как населённый пункт и включён в городскую черту Барнаула.
С сентября 2009 года на территории микрорайона Новосиликатный действует администрация ТОС в соответствии с «Положением о территориальном общественном самоуправлении в городе Барнауле». В 2010 году в ТОС вошёл микрорайон Куета.

## Население
| 1970 | 1979  | 1989    | 2002    |
| ---- | ----- | ------- | ------- |
| 6639 | ↗8450 | ↗13 769 | ↗15 361 |

## Инфраструктура
Рядом с микрорайоном находится ООО «Комбинат строительных конструкций», Барнаульский пивоваренный завод, трехэтажное предприятие по продаже и производству мебели, Барнаульский майонезный завод «Персона», ряд других промышленных и торговых предприятий.
На окраине Новосиликатного располагается Алтайская краевая клиническая психиатрическая больница им. Ю. К. Эрдмана, на улице Дальняя есть отделение неотложной наркологической помощи при въезде в микрорайон.
На территории микрорайона находятся библиотека, детские сады, 2 школы, поликлиники (взрослая и детская), больницы, несколько аптек, развитая сеть продовольственных магазинов, а также магазинов по продаже бытовых и розничных товаров. Есть кафе, салоны красоты и парикмахерские, центры развития детей, МБУ ДО, а также организации, предоставляющие ремонтные и другие услуги детская школа искусств.
Облик Новосиликатного существенно улучшился за последние годы. В центре микрорайона построены новые дома, установлена система видеонаблюдения, отремонтированы дороги, обустраивается новая аллея.

#### Памятники
- Авиационный памятник самолёту Л-39. Установлен в честь 50-летия микрорайона Новосиликатный.
- Памятный знак 80-летию В. М. Шукшина. Знак выполнен в форме книги, на которой содержится надпись: «…не хвалитесь добротой, не делайте хоть зла…».

#### Учебные заведения
- Средняя общеобразовательная школа № 50.
- Средняя общеобразовательная школа № 118.
- Алтайский государственный аграрный университет.